# Egon Biscan
Egon Biscan (* 24. Dezember 1940; † 5. Januar 2023 in Neufahrn bei Freising) war ein deutscher Volksschauspieler und Regisseur.

## Leben
Egon Biscan spielte in zahlreichen Serien mit. Als Peter Steiner 1983 seinen Theaterstadl (Peter Steiners Theaterstadl) eröffnete, war Biscan von Anfang an dabei. Auch von 1993 bis 1997 stand er mit Steiner für die Serie Zum Stanglwirt vor der Kamera. Nebenbei spielte er beim Chiemgauer Volkstheater mit. Außerdem ist er bei einigen Pumuckl-Folgen zu sehen; hier spielte er einen der Stammtischbrüder.
Seit Ende der Sitcom Zum Stanglwirt war Egon Biscan fast nur noch beim Chiemgauer Volkstheater zu sehen und führte dort auch Regie. In einer Folge der Erfolgsserie Um Himmels Willen war Biscan in einer Nebenrolle zu sehen.
Biscan starb am 5. Januar 2023 auf der Fahrt zur Geburtstagsfeier seines Schwiegersohns an einem Herzinfarkt, er hinterlässt seine Ehefrau Erna und einen Sohn und eine Tochter.

## Filmografie
- 1971: Die Münchner Räterepublik (Fernsehserie, Folgen 1x01–1x02)
- 1979: Andreas Vöst
- 1981: Die Rumplhanni (Zweiteiler)
- 1982: Die seltsamen Methoden des Franz Josef Wanninger (Fernsehserie, Folge 10x103)
- 1982–1984: Derrick (Fernsehserie, Folgen 9x09, 11x13)
- 1984: Franz Xaver Brunnmayr (Fernsehserie, 5 Folgen)
- 1986–1987: Der Alte (Fernsehserie, Folgen 10x10, 11x02)
- 1988–1989: Meister Eder und sein Pumuckl (Fernsehserie,  Folgen 2x20, 2x26)
- 1989–1998: Peter Steiners Theaterstadl
- 1992–2015: Chiemgauer Volkstheater (125 Folgen)
- 1993: Grüß Gott, Genosse (Fernsehfilm)
- 1993–1995: Zum Stanglwirt (Fernsehserie, 36 Folgen)
- 1994: Der Bergdoktor (Fernsehserie, Folgen 2x13–2x14)
- 1994: Forsthaus Falkenau (Fernsehserie, Folge 5x11)
- 1998: Der Bulle von Tölz: Tod in der Walpurgisnacht
- 2001: Der Bulle von Tölz: Sioux City
- 2008: Um Himmels Willen (Fernsehserie, 7 Folgen)